# Carlos Monzón
Carlos Monzón (* 7. August 1942 in Santa Fe, Argentinien; † 8. Januar 1995) war ein argentinischer  Boxweltmeister im Mittelgewicht.

## Profikarriere
Monzón wurde mit 21 Jahren im Jahre 1963 Profi im Mittelgewicht und verlor jedoch in der Aufbauphase dreimal, einmal 1963, zweimal 1964. Es sollten allerdings die einzigen (offiziellen) Niederlagen seiner Karriere bleiben.
Sein Stil war der eines Konterboxers, er hatte gute Nehmerqualitäten, speziell am Kinn (er verlor nie durch K. o., wurde selbst nur einmal zu Boden geschlagen) und hatte eine kraftvolle Führhand. Man bescheinigte ihm überdurchschnittliche Schlagkraft in seiner rechten Schlaghand, die er oft strategisch einsetzte, um gegen Ende eines Kampfes zu einem K. o.-Erfolg zu kommen.

### Weltmeisterschaftskämpfe
1970 trat er im Kampf um den Weltmeistertitel im Mittelgewicht in Italien gegen Titelverteidiger Nino Benvenuti an. Carlos Monzón gewann durch K. o. in der vierzehnten Runde.
In den Folgejahren verteidigte er seinen Titel unter anderem in einem Rückkampf gegen Benvenuti, Emile Griffith, Bennie Briscoe, die Weltergewichtslegende José Napoles sowie je zweimal gegen Rodrigo Valdez und Jean-Claude Bouttier. Die zweite Verteidigung gegen Griffith, die mit einem Punktsieg für Monzón endete, war unter dem Fachpublikum nicht unumstritten, aber unter den Punktrichtern einstimmig.
1977 trat Monzón zurück, ohne seinen Titel im Ring verloren zu haben.

## Auszeichnungen
Das „Ring Magazine“, eine Boxfachzeitschrift, wählte ihn zum zweitbesten Mittelgewichtler aller Zeiten nach Sugar Ray Robinson, aber noch vor Harry Greb, Stanley Ketchel und „Marvellous“ Marvin Hagler. Der Sportjournalistenverband von Buenos Aires zeichnete Monzón 1972 mit der Olimpia de Oro als Argentiniens Sportler des Jahres aus. 1990 fand Monzón Aufnahme in die International Boxing Hall of Fame.

## Nach dem Karriereende
Nach der Beendigung seiner sportlichen Laufbahn versuchte er sich zunächst als Schauspieler in einigen, u. a. italienischen Filmen; noch später geriet er in Schwierigkeiten mit dem Gesetz. Er tötete seine Freundin im Streit und wurde daraufhin zu einer langjährigen Haftstrafe verurteilt. Bei einem Hafturlaub fuhr er sein Auto gegen einen Baum und starb.

## Filmografie (Auswahl)
- 1976: Die letzte Runde (Il conto è chiuso)
- 1977: El Macho